# Jesusito de mi vida
Jesusito de mi vida es una oración que rezan los niños de religión católica desde todas las edades. Aunque no se trata de una oración incluida en el Catecismo de la Iglesia católica, posiblemente sea la primera oración que aprende un niño o niña de esta religión y está recomendado su aprendizaje por la conferencia episcopal. Es una oración con la que los niños a través del juego, comienzan a tener contacto con la religión. En los países de habla hispana es tradicional que los mayores enseñen pequeñas oraciones antes de dormir. Se pretende que los niños se acerquen a Jesucristo y obtengan su protección.
Podemos encontrar una versión corta y otra más extensa, siendo la primera la que tradicionalmente se aprenden los niños para rezar y la segunda se canta en Navidad. 
Versión corta (oración)
Jesusito de mi vida,
tú eres niño como yo,
por eso te quiero tanto
y te doy mi corazón.
¡Tómalo!
Tuyo es, y mío no.
Versión larga (villancico navideño)
Jesusito de mi vida,
tú eres niño como yo,
por eso te quiero tanto,
y te doy mi corazón. (BIS) 
Todos le llevan al niño,
yo también le llevaré,
una torta de manteca
y un tarro de rica miel. (BIS)
Jesusito de mi vida,
tú eres niño como yo,
por eso te quiero tanto,
y te doy mi corazón. (BIS) 
Todos le llevan al niño,
yo también le llevaré,
las cosas que a mí me gustan
para que goce Emmanuel. (BIS).